# عادل إسكندروف
عادل رضا أوغلي إسكندروف (بالأذربيجانية: Adil Rza oğlu İsgəndərov) - مخرج أذربيجاني - سوفيتي، ممثل مسرحي وسينمائي أذربيجاني، معلم، لُقِّب بفنان الشعب في الاتحاد السوفيتي، وهو حائز على «جائزة الاتحاد السوفيتي الحكومية» في 1948.

## حياته ومشواره المهني
ولد عادل إسكندروف في مدينة كنجه، في 10 مايو، عام 1910. بعد تخرجه المدرسة الثانوية، شارك لوتفالي عبدولايف في النادي الدرامي للشباب في شاكي.
شارك عادل إسكندروف في نادي الدراما لنادي العمال في كنجه.
في عام 1931 تخرج من معهد المسرح في باكو (في وقت الحاضر جامعة للثقافة والفنون الحكومية في أذربيجان).
و في 1936 تخرج من كلية المسرح ومعهد فن المسرح الحكومية في موسكو باسم لوناجاريسكي.

و منذ عام 1936، عمل عادل إسكندروف كمخرج في مسرح الدراما الأكاديمي الحكومي أذربيجاني وكمخرج رائسي منذ عام 1938 وكمدير منذ عام 1954 في نفس المسرح.
شارك عادل إسكندروف في أفلام.
عمل كمخرج في استوديو«الأفلام أذربيجان»، ومدير في هذا الاستوديو في 1966-1974.
توفي عادل اسكنداروف في 18 سبتمبر، عام 1978 في باكو. دفن في زقاق الشرف في باكو.

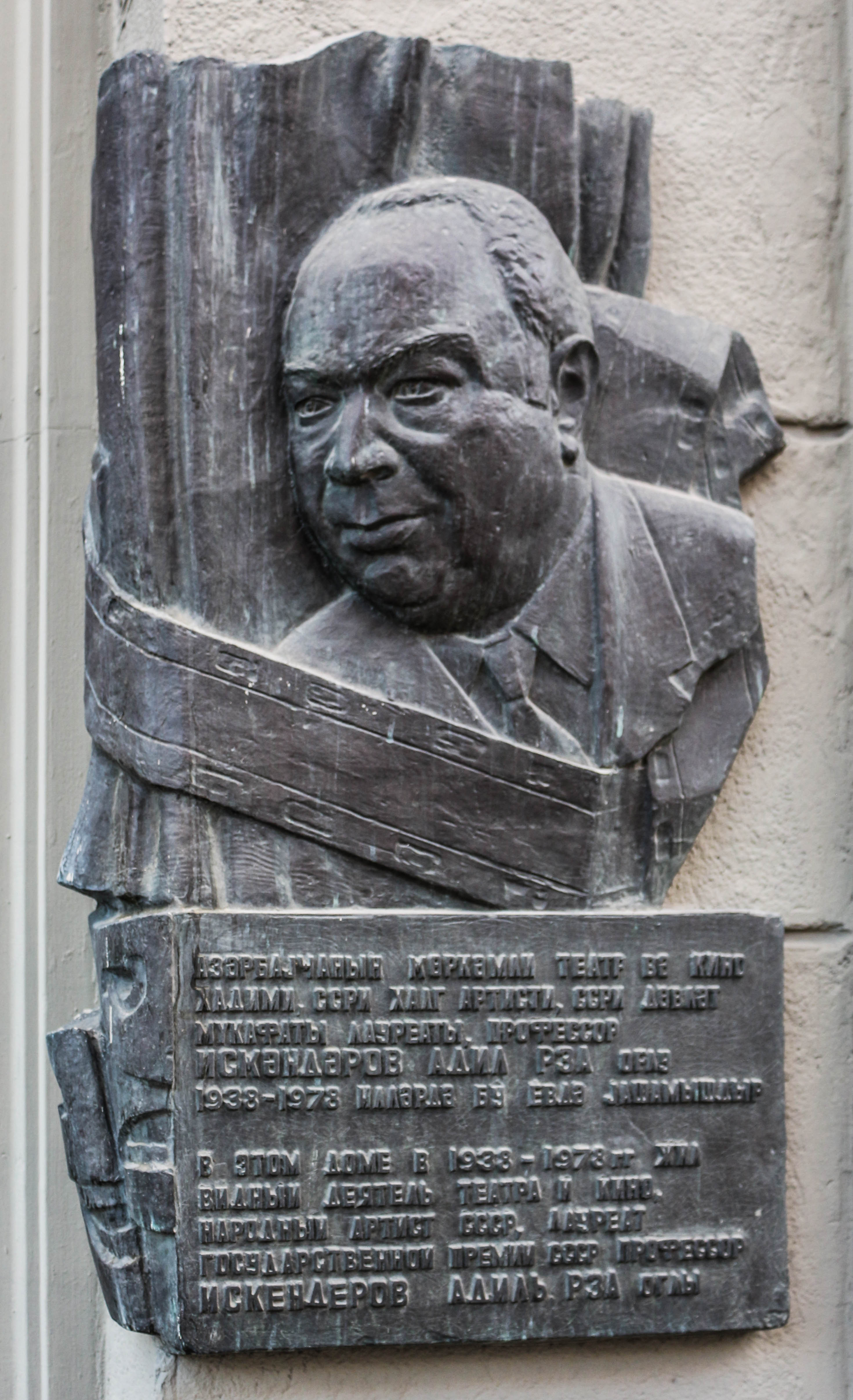
لوحة تذكارية عادل إسكندروف في باكو

## جوائزه
- فنان الشعب في جمهورية أذربيجان الاشتراكية السوفيتية (1943)
- فنان الشعب في الاتحاد السوفيتي (1959)
- جائزة الاتحاد السوفيتي الحكومية 1948
- جمهورية أذربيجان الاشتراكية السوفيتية1949

## روابط خارجية
- عادل إسكندروف على موقع IMDb (الإنجليزية)